# Cattedrale di Newcastle
La cattedrale di Newcastle o cattedrale di San Nicola (in inglese Cathedral Church of St Nicholas) è la chiesa principale della diocesi anglicana di Newcastle, nel Tyne and Wear (Inghilterra).
Originariamente chiesa parrocchiale costruita nel 1091, fu distrutta da un incendio nel 1216. Fu ricostruita nel 1359 divenendo cattedrale nel 1882 alla creazione da parte della Regina Vittoria della Diocesi di Newcastle.